# American Ringtail
El American Ringtail es una nueva raza de gato experimental que comenzó con un gato de California llamado Solomon en 1998. La propietaria Susan Manley comenzó un programa de reproducción para reproducir su cola rizada única, que también había observado en otros gatos salvajes en el norte de California. Esta mutación genética parece no tener efectos nocivos para la salud asociados con ella. Los gatos con colas rizadas fueron criados con gatos Ragdoll y American shorthair. 

## Cultura popular
"Pig" de la película Home de Dreamworks podría ser esta raza debido a su cola rizada.[cita requerida]
- Datos: Q17998065
- Multimedia: American Ringtail cats / Q17998065